# Stephanie Plum
Stephanie Plum är huvudkaraktär i Stephanie Plum-serien av Janet Evanovich.
Hon jobbar med att fånga in brottslingar som sluppit undan borgen på hennes perversa kusins borgensfirma. Inte precis drömjobbet men bättre än att stå vid kosmetikadisken på något varuhus, och det ger pengar till brödfödan. Oftast.
Själva spårandet är lätt jämfört med tillfångatagningen, eftersom hon inte är en fullärd stickspårare än. Till hjälp har hon då oftast casanovan Ranger som har för vana att vilja hjälpa henne, men egentligen har andra avsikter.
Med pepparsprayen i högsta hugg far hon ut på bovjakt.